# 6778 Tosamakoto
6778 Tosamakoto (1989 TX10) är en asteroid i asteroidbältet. Den upptäcktes den 4 oktober 1989 av de båda japanska astronomerna Atsushi Takahashi och Kazuro Watanabe vid Kitami. Den är uppkallad efter den japanske astronomen Makoto Tosa.
Den tillhör asteroidgruppen Koronis.